# Christopher Markus e Stephen McFeely

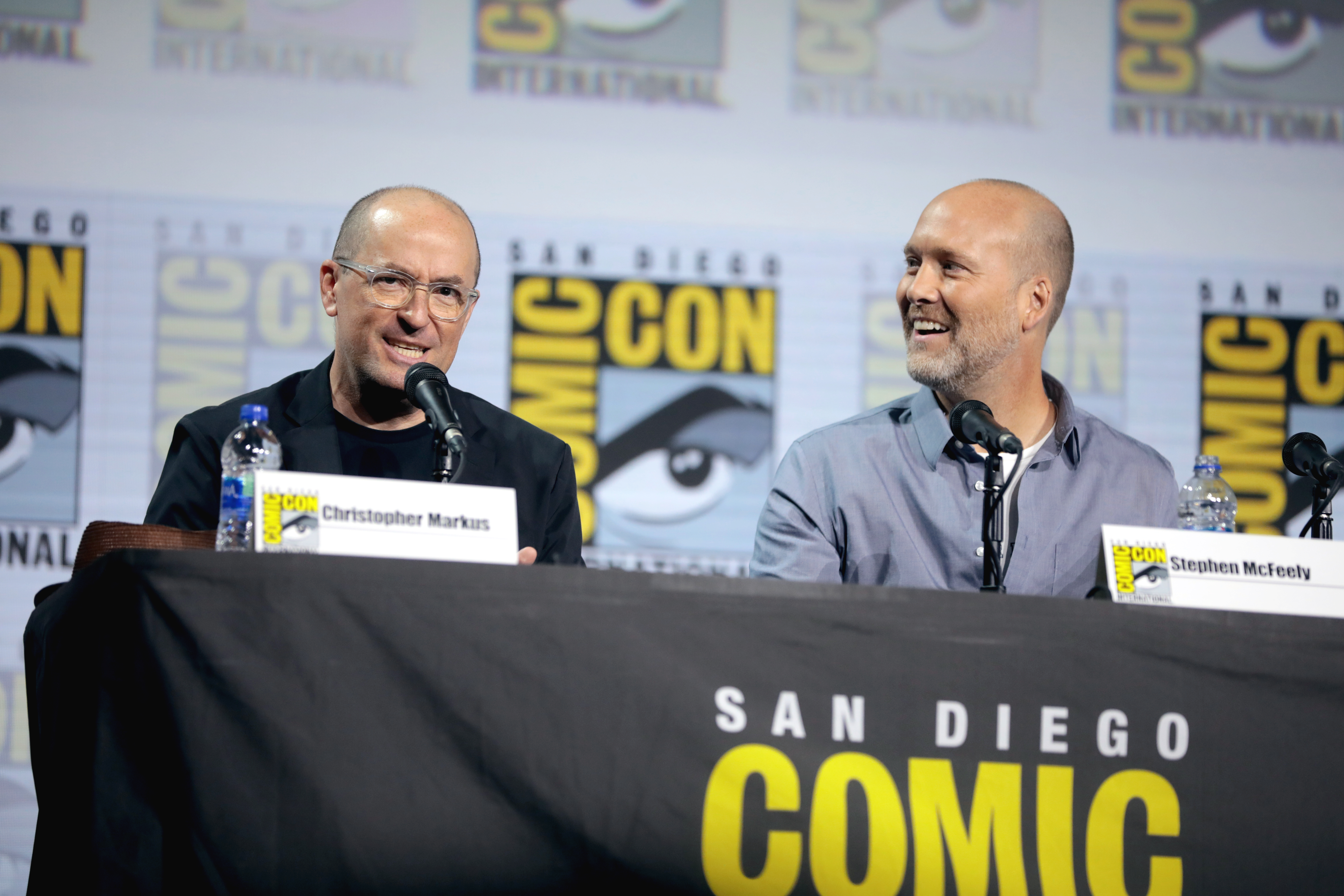
Christopher Markus e Stephen McFeely al San Diego Comic-Con 2019.

Christopher Markus (Los Angeles, 16 ottobre 1969) e 
  Stephen McFeely (New York, 24 febbraio 1970), sono due sceneggiatori e produttori cinematografici statunitensi.

## Filmografia parziale
- Tu chiamami Peter (The Life and Death of Peter Sellers), regia di Stephen Hopkins (2004)
- Le cronache di Narnia - Il leone, la strega e l'armadio (The Chronicles of Narnia: The Lion, the Witch and the Wardrobe), regia di Andrew Adamson (2005)
- You Kill Me, regia di John Dahl (2007)
- Le cronache di Narnia - Il principe Caspian (The Chronicles of Narnia: Prince Caspian), regia di Andrew Adamson (2008)
- Le cronache di Narnia - Il viaggio del veliero (The Chronicles of Narnia: The Voyage of the Dawn Treader), regia di Michael Apted (2010)
- Captain America - Il primo Vendicatore (Captain America: The First Avenger), regia di Joe Johnston (2011)
- Pain & Gain - Muscoli e denaro (Pain & Gain), regia di Michael Bay (2013)
- Thor: The Dark World, regia di Alan Taylor (2013)
- Captain America: The Winter Soldier, regia di Anthony e Joe Russo (2014)
- Captain America: Civil War, regia di Anthony e Joe Russo (2016)
- Avengers: Infinity War, regia di Anthony e Joe Russo (2018)
- Avengers: Endgame, regia di Anthony e Joe Russo (2019)
- The Gray Man, regia di Anthony e Joe Russo (2022)
- The Electric State, regia di Anthony e Joe Russo (2025)

## Riconoscimenti
- 2004 – British Independent Film Awards
  - Candidatura per la miglior sceneggiatura per Tu chiamami Peter
- 2005 – Primetime Emmy Awards
  - Miglior sceneggiatura per una miniserie o film per la televisione per Tu chiamami Peter
- 2006 – Saturn Award
  - Candidatura per la miglior sceneggiatura per Le cronache di Narnia - Il leone, la strega e l'armadio
- 2015 – Saturn Award[1]
  - Candidatura per la miglior sceneggiatura per Captain America: The Winter Soldier